# Mario Rigoni Stern
Mario Rigoni Stern (Asiago, 1 de novembre de 1921 – 16 de juny de 2008) fou un novel·lista italià i veterà de la Segona Guerra Mundial, originari de la zona de minoria címbria. En la seva obra s'hi troben tant les experiències en la guerra com l'amor per la natura de la seva zona nadiua (l'altiplà d'Asiago) i també per la caça.
Va ingressar com a voluntari el 1938 a l'escola militar dels "alpini" a Aosta. Durant la Segona Guerra Mundial va combatre amb la "2a divisió Tridentina" a Grècia, França, Albània i Rússia. Després de l'armistici de Cassibile entre Itàlia i els aliats (1943), va ser fet presoner i passà dos anys en un camp de concentració d'on retornà a Itàlia a peu el 1945. Treballà com a empleat del cadastre fins que es jubilà per problemes de salut en els anys 70 i es dedicà plenament a escriure.
La seva primera novel·la (El sergent en la neu) relata les desastroses condicions de la retirada de la seva unitat en la campanya de Rússia.

## Obres
- Il sergente nella neve, 1953 (Premi Bancarellino 1963)
- Il bosco degli urogalli, 1962
- Quota Albania, 1971
- Ritorno sul Don, 1973
- Storia di Tönle, 1978 (Premi Campiello i Premi Bagutta) (cat. Història de Tönle, Andorra 2001)
- Uomini, boschi e api, 1980
- L'anno della vittoria, 1985
- Amore di confine, 1986
- Il libro degli animali, 1990 (cat. El llibre dels animals, Cruïlla, 2005)
- Arboreto salvatico, 1991
- Compagno orseto, 1992 (cat. L'ós amic, Cruïlla, 2005)
- Le stagioni di Giacomo, 1995 (Premio Grinzane Cavour)
- Sentieri sotto la neve, 1998
- Inverni lontani, 1999
- Tra due guerre e altre storie, 2000
- L'ultima partita a carte, 2002
- Aspettando l'alba e altri racconti, 2004
- I racconti di guerra, 2006
- Stagioni, 2006

A l'espanyol: Historia de Tönle (2004), El sargento en la nieve (2007), i 
Estaciones (2009).
El 1999 va rodar un documentari sobre la seva vida amb Marco Paolini i dirigit per Carlo Mazzacurati: Ritratti: Mario Rigoni Stern.

## Reconeixements
A més dels premis literaris i de les condecoracions militars, diverses ciutats de la zona han posat el seu nom a escoles, parcs o carrers.
L'asteroide 12811 Rigonistern també es va nomenar en honor seu.